# Ruwen Ogien
Pour les articles homonymes, voir Ogien.
Ruwen Ogien  est un philosophe libertaire français, né le 24 décembre 1947 à Hofgeismar dans le land de Hesse et mort le 4 mai 2017 à Paris. Ses travaux portent notamment sur la philosophie morale et la philosophie des sciences sociales. Il est à l'origine de l'éthique minimale, une théorie qui réduit la morale à quelques principes. Il se rattache à la philosophie analytique.
Ruwen Ogien était directeur de recherche au CNRS en philosophie et membre du laboratoire Centre de Recherches Sens Éthique et Société (CERSES).

## Biographie

### Jeunesse et études
Ruwen Ogien naît dans une famille d'origine juive polonaise survivante de la Shoah et parlant yiddish. En 1949, peu après sa naissance, il arrive en France ; il apprend le français à l'école.
Il commence ses études à l'université de Tel Aviv, où il découvre la philosophie analytique. Il étudie pendant un an à l'université de Cambridge en 1984-1985, puis continue ses études à Paris, au sein de l'université de la Sorbonne. Il étudie ensuite à New York, au sein de l'université Columbia, et à Montréal.
Il est titulaire d'un doctorat en sociologie obtenu en 1978 sous la direction de Georges Balandier. Il obtient en 1991 un deuxième doctorat, doctorat en philosophie, sous la direction de Jacques Bouveresse.

### Parcours professionnel
Il arrive à la philosophie assez tardivement, sans passer par le cursus habituel, et devient en 1981 chercheur au CNRS, où il devient directeur de recherche[Quand ?],,,. Il est membre collaborateur en éthique fondamentale au Centre de Recherche en Éthique (CRÉ) de l'université de Montréal en 2006-2007, puis à partir de 2013.
Il est le frère d'Albert Ogien, sociologue s'inscrivant dans le courant ethnométhodologiste.
Il meurt d'un cancer du pancréas le 4 mai 2017 à Paris, à l'âge de 69 ans. Il est inhumé au cimetière de Montmartre (division 11).

## Travaux
Formé à l'anthropologie sociale, il a initialement écrit sur la pauvreté et sur l'immigration. Sa thèse de philosophie, sous la direction de Jacques Bouveresse, est publiée sous le titre « La faiblesse de la volonté ». Ses domaines de recherche sont la philosophie morale et la philosophie des sciences sociales. Ruwen Ogien s’est aussi intéressé à la philosophie de l'action, à la notion de raison pratique ainsi qu’à l’irrationalité pratique. Ses autres travaux portent sur la question des émotions, notamment la haine et la honte.
Il s'efforce de mettre au point une théorie éthique qu'il nomme « éthique minimale ». C'est une éthique d'esprit anti-paternaliste qui voudrait donner des raisons de limiter autant que possible les domaines d'intervention de ce qu'il appelle, à la suite de John Stuart Mill, la « police morale ». L'éthique minimale se présentait initialement sous la forme de trois principes :
1. Principe de considération égale qui nous demande d'accorder la même valeur à la voix de chacun ;
2. Principe de neutralité à l'égard des conceptions du juste et du bien personnel ;
3. Principe d'intervention limitée aux cas de torts flagrants causés à autrui[14].

Ruwen Ogien a essayé de les réduire à un seul : « Ne pas nuire aux autres, rien de plus » en suivant le raisonnement suivant :
1. Nous n’avons aucun devoir moral à l’égard de nous-mêmes. Nous avons seulement des devoirs moraux à l’égard des autres.
2. Les devoirs moraux à l’égard des autres peuvent être ou bien positifs (aider, faire le bien) ou bien négatifs (ne pas nuire, ne pas faire le mal).
3. L’option positive s’exprime dans un ensemble de principes d’assistance, de charité, de bienfaisance qui risquent d’aboutir au paternalisme, cette attitude qui consiste à vouloir faire le bien des autres sans tenir compte de leur opinion.
4. Pour éviter le paternalisme, il vaut mieux s’en tenir au seul principe négatif de ne pas nuire aux autres.

Finalement, ce que Ruwen Ogien appelle « éthique minimale », c’est une éthique qui exclut les devoirs moraux envers soi-même et les devoirs positifs paternalistes à l’égard des autres. Elle tend à se réduire au seul principe de ne pas nuire aux autres.
En conformité avec cette conception générale de l'éthique, il soutient la liberté de faire ce qu’on veut de sa propre vie du moment qu’on ne nuit pas aux autres, ce qui implique la décriminalisation de la consommation de stupéfiants, de toutes les formes de relations sexuelles entre adultes consentants et de l’aide active à mourir pour ceux qui en font la demande.
Un ouvrage paru en 2007, L'Éthique aujourd'hui. Maximalistes et minimalistes, développe de façon plus systématique cette « éthique minimale ».
Des numéros spéciaux de la revue Raison publique et de  la Revue de théologie et de philosophie ont été consacrés à l'éthique minimale.
Ruwen Ogien essaie également de mettre en relation l’éthique minimale avec les travaux sur le développement moral des enfants et la variabilité des systèmes moraux dans un livre paru en septembre 2011, L'Influence de l'odeur des croissants chauds sur la bonté humaine et autres questions de philosophie morale expérimentale.

## Convictions et engagements
Ruwen Ogien a publié un certain nombre de tribunes à Libération, Le Point et l'Humanité. Il n'hésite pas à prendre position sur divers sujets. Il s'oppose par exemple à l'enseignement d'une morale laïque, défend le mariage pour tous, et une école plus égalitaire. Il se confie avoir toujours voté pour le Parti Socialiste.
Dans un entretien publié le 13 janvier 2013, Ruwen Ogien critique les détracteurs de la loi en faveur du mariage homosexuel. Pour lui, c’est la liberté individuelle qui doit primer, en respectant le principe de non-nuisance aux autres. Ceux qui rejettent le mariage gay expriment aussi une fausse idée du mariage : aujourd’hui, dans la majorité des cas, même « ceux qui dénoncent le plus hystériquement le mariage gay », ne défendent pas vraiment le mariage dit « traditionnel ».
Il estime que deux éthiques s’opposent. Dans une conception minimaliste, « les torts qu’on se cause à soi-même (en se suicidant ou en se mentant) n’ont aucune importance éthique », à l’opposé, une conception maximaliste interdit une utilisation « libre » de son corps, définissant la liberté de manière plus collective.
Dans un article de Libération du 6 avril 2015, il s'interroge sur le sens du mot « culture », en particulier sur celle qui serait propre à la France, et rejette l'idée d'un « choc des civilisations ». Il fustige notamment les politiques d'intégration culturelle, celles-ci oubliant des « valeurs » qui, selon lui, fonderaient l'identité française comme « l’arrogance culturelle, le passé colonial, le conservatisme moral, la xénophobie latente, le culte de la rente, le goût de l’alcool… ».
Dans un article de Libération du 6 avril 2015, il déclare avoir choisi, «ne goûtant guère les raisonnements hermétiques et pompeux, la limpidité logique de la philosophie analytique».

## Réception critique
Les principales critiques philosophiques adressées à Ruwen Ogien concernent son rejet de l’idée kantienne de « devoir moral envers soi-même » et de l’idée aristotélicienne de « vertu morale personnelle ». Pour Ruwen Ogien, nous n’avons aucun devoir moral envers nous-mêmes (comme ceux de s’améliorer soi-même ou de ne pas se suicider), et les vertus personnelles aristotéliciennes (comme le courage ou la fierté) n’ont rien de particulièrement moral.
Pour la philosophe Corine Pelluchon, Ruwen Ogien a toujours développé « une hantise et comme un secret, liés à la conscience que le pire est encore possible, que la liberté est fragile, que la démocratie et l’esprit qui la gouverne, c’est-à-dire le respect de l’autre et la confiance en l’individu, étaient attaqués. Cette conscience du fait que la liberté est un bien précieux confère aux livres de Ruwen une grande profondeur. Il y a comme un reste dans cette philosophie, quelque chose qui n’est pas dit, mais qui donne à sa pensée une humanité et une universalité bouleversantes. Cette œuvre, y compris dans ce qui, en elle, est suggéré, peut inspirer des générations de philosophes. J’ai la chance d’en faire partie. »

## Œuvres
- Réseaux d'immigrés : ethnographie de nulle part, (avec Jacques Katuszewski), Éditions ouvrières, 1981
- Théories ordinaires de la pauvreté, PUF, 1983
- Un portrait logique et moral de la haine[27], L'Éclat, 1993 ; nouvelle édition L’éclat/poche, 2017
- La Faiblesse de la volonté, PUF, 1993
- Traduction de l'ouvrage de Thomas Nagel Qu'est-ce que tout cela veut dire ? : une très brève introduction à la philosophie, L'Éclat, 1993
- La Couleur des pensées : sentiments, émotions, intentions (avec Patricia Paperman), EHESS, coll. « Raisons pratiques », 1995
- Les Causes et les raisons : philosophie analytique et sciences humaines, Jacqueline Chambon, 1995.
- Cotraduction de l'ouvrage de G. E. Moore, Principia Ethica, Paris, PUF, 1998
- Le Réalisme moral, Paris, PUF, 1999
- L'Enquête ontologique : du mode d’existence des objets sociaux, (avec Pierre Livet), EHESS, coll. « Raisons pratiques », 2000
- Raison pratique et sociologie de l’éthique, Paris, CNRS éd., (avec Simone Bateman-Novaes et Patrick Pharo), 2000
- La honte est-elle immorale ?, Bayard, 2002
- Le Rasoir de Kant et autres essais de philosophie pratique, L'Éclat 2003
- Penser la pornographie, Paris, Presses Universitaires de France, coll. « Questions d’éthique », 2003 ; 2e édition mise à jour 2008 Prix Sade 2004.
- La Philosophie morale (avec Monique Canto-Sperber), PUF, 2004 ; 4e édition mise à jour 2017
- La Panique morale, Grasset, 2004
- Pourquoi tant de honte ? Nantes, Pleins Feux, 2005
- La Sexualité (avec Jean-Cassien Billier), PUF, coll. « Comprendre », 2005
- La morale a-t-elle un avenir ?, Pleins Feux, 2006
- L'Éthique aujourd'hui : maximalistes et minimalistes, Paris, Gallimard, 2007
- La Liberté d'offenser : le sexe, l'art et la morale, Paris, La Musardine, 2007
- Les Concepts de l'éthique : faut-il être conséquentialiste ?, Paris, Éditions Hermann, coll. « L'Avocat du Diable », 2009 (avec Christine Tappolet)
- La Vie, la mort, l'État : le débat bioéthique, Paris, Grasset, 2009
- Le Corps et l'argent, Paris, La Musardine, 2010
- L’Influence de l’odeur des croissants chauds sur la bonté humaine et autres questions de philosophie morale expérimentale, Paris, Grasset, 2011, 326 pages  (ISBN 978-2-2467-5001-7) Prix Procope des lumières en 2012.
Traduction en anglais : Human Goodness and the Smell of Warm Croissants. An introduction to Ethics, Columbia University Press, mai 2015.
- La guerre aux pauvres commence à l'école : sur la morale laïque, Grasset, 2012
- L'État nous rend-il meilleurs ? : essai sur la liberté politique, Gallimard, 336 pages, 2013,  (ISBN 2070451917)[28]
- Philosopher ou faire l’amour, Paris, Grasset, 2014  (ISBN 978-2-253-00229-1)
- Mon dîner chez les cannibales, Paris, Grasset, 2016
- Mes Mille et Une Nuits : la maladie comme drame et comme comédie, Albin Michel, 2017